# Luc Maezelle
Luc Maezelle (Herentals, 27 juni 1931 – 20 juni 2024), bekend onder het pseudoniem Mazel, was een Belgisch striptekenaar.

## Carrière
In zijn jeugdjaren maakte Maezelle dankzij zijn vader kennis met de boeken van Jules Verne en Alexandre Dumas. Hij ontdekte ook de mogelijkheden van het stripverhaal dankzij Blondie en Blinkie en Lucky Luke. Vanaf zijn elfde tekende hij heimelijk zijn eigen strips. Maar toen hij aan het Sint-Lucasinstituut in Brussel ging studeren, koos hij op aanraden van zijn ouders voor de opleiding architectuur.
Eenmaal afgestudeerd ging Maezelle ook daadwerkelijk aan de slag als architect. Hij bouwde ook de decors voor diverse theaterstukken. Hij zette ook zijn eerste stappen in het theater, maar als acteur voelde hij al snel aan dat dit niet zijn ware roeping was. Hij vond die echter wel in het theatermilieu, meer bepaald dankzij een jonge vrouw, voor wie hij een aantal schetsen maakte. Zij was niemand minder dan de nicht van Sirius en zij moedigde hem aan om bij Dupuis aan te kloppen. Hij had een maand nodig om zijn eerste plaat te tekenen.
Eind jaren 50 illustreerde Maezelle eerst een Oom Wim voor Robbedoes. In 1960 ging hij aan het werk bij Kuifje. Daar tekende hij tot 1968 zijn voornaamste reeksen: Riesling en Pimpelaar (origineel Bôjolet et Riesling), Cromagnon, en vooral Fleurdelys (naar een scenario van Vicq), een eerste voorloper van de latere reeks De Musketiers. Hij werkte in deze periode ook voor Pilote en af en toe weer voor Robbedoes. Charles Dupuis vroeg hem om vanaf 1969 geregeld voor zijn weekblad te werken.
Met Raoul Cauvin startte Maezelle de reeks Cara en Calebas, en ook hier was de invloed van Alexandre Dumas niet ver weg. Het eerste album verscheen in 1972 in de Okay-reeks. De reeks werd in 1974 omgedoopt tot De Musketiers. In 1976 liet hij De Musketiers los om aan een nieuwe reeks Ramtamtam en Kierikili te werken. Met Gérald Frydman begon hij in 1981 aan twee avonturen van Jessie Jane. In 1990 begon hij weer aan nieuwe albums van De Musketiers. Van 1993 tot 2004 hervatte hij zijn samenwerking met Cauvin voor de reeks De Paparazzi.
Sinds 2004 werkte Maezelle niet meer op geregelde basis aan een reeks. Hij wilde aan een vervolg van Het Jungleboek werken met inkleuring in aquarel en wilde de verhalen van Francisco Coloane, auteur van Cap Horn, bewerken.
Hij overleed in de nacht van 19 op 20 juni 2024, op 92-jarige leeftijd.

### Weekblad Kuifje
- Hyppoliet: holbewoner, kort verhaal van 4 bladzijden (onder de naam Maezelle), 1960.
- Cromagnon, twee gags en twee korte verhalen, 1961-1965.
- Perin: de zaak tarantula, vervolgverhaal, 1961.
- Ivan de kleine moezjiek, met Yves Duval (scenario), kort verhaal van 4 bladzijden, 1962.
- De eigenaardige oom Fedor, met Yves Duval (scenario), kort verhaal van 4 bladzijden, 1963.
- 17 korte verhalen van Riesling en Pimpelaar, 1964-1966.
- De wraak van Pecos Bill, kort verhaal van 6 bladzijden, 1965.
- 11 gags, 15 korte verhalen en een vervolgverhaal van Fleurdelys, met Vicq (scenario), 1966-1968.
- Special 1.000, met Acar (scenario), kort verhaal van 4 bladzijden, 1967.
- Nee maar!, gag, 1968.

### Weekblad Robbedoes
- 16 vervolgverhalen, 19 gags en 25 korte verhalen van Cara en Calebas (tekeningen, scenario vanaf 1974) met Raoul Cauvin (scenario van 1969 tot 1978), 1969-1978. Wordt in 1974 De Musketiers.
- 15 korte verhalen en 11 vervolgverhalen van Ramtamtam en Kierikili met Raoul Cauvin (scenario), 1975-1987. Wordt in 1983 De Vergeten Jungle.
- Twee vervolgverhalen en een kort verhaal van Jessie Jane met Gerald Frydman, 1981-1983.
- 161 kort verhalen en gags van De Paparazzi met Raoul Cauvin (scenario), 1993-2004.

- Bibsys: 90615138
- Bibliothèque nationale de France: cb11915379c (data)
- Gemeinsame Normdatei: 110882028X
- International Standard Name Identifier: 0000 0001 2023 6633
- Nationale Bibliotheek van Tsjechië: xx0247986
- Nederlandse Thesaurus van Auteursnamen: 069115710
- RKD-Nederlands Instituut voor Kunstgeschiedenis: 91681
- Système universitaire de documentation: 02702055X
- Virtual International Authority File: 121774662
- WorldCat: E39PBJqQD8W6JHTGKQvRwMyjmd